# ART Grand Prix
 (janvier 2023).
Si vous disposez d'ouvrages ou d'articles de référence ou si vous connaissez des sites web de qualité traitant du thème abordé ici, merci de compléter l'article en donnant les références utiles à sa vérifiabilité et en les liant à la section « Notes et références ».
Pour les articles homonymes, voir ART.
ART Grand Prix est une écurie de sport automobile française fondée par Frédéric Vasseur et Nicolas Todt, située dans l'Essonne à Saint-Pierre-du-Perray.
Actuellement, ART Grand Prix est présente dans 3 disciplines différentes : la  Formule 2, la Formule 3 et en Formula Regional European Championship by Alpine (FRECA).

## Historique

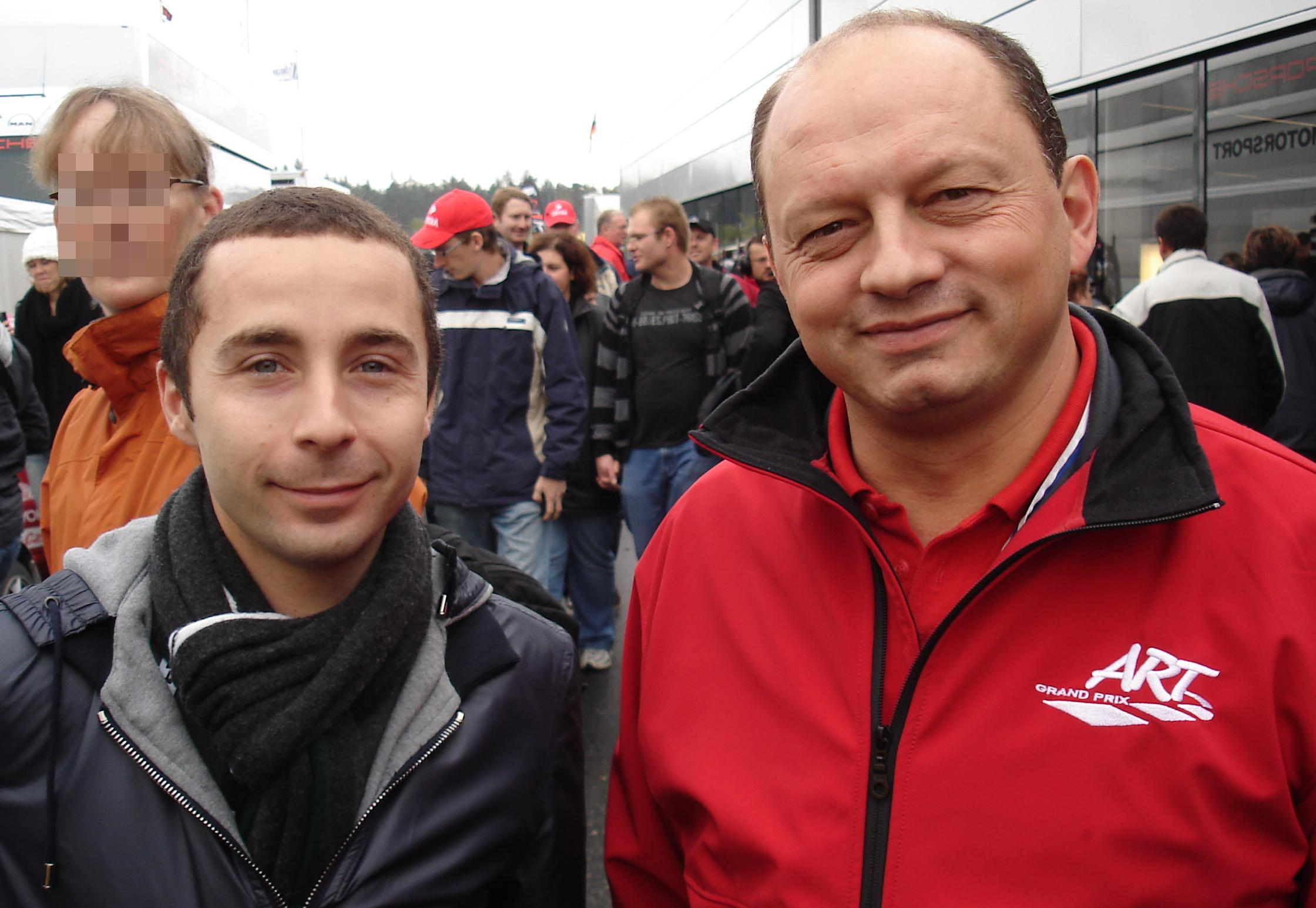
Nicolas Todt et Frédéric Vasseur.

En 1996, Frédéric Vasseur fonde l'écurie ASM. À la tête de cette équipe, il remporte notamment le championnat de France de Formule 3 1998 avec David Saelens et les championnats de Formule 3 Euroseries de 2004 à 2007 avec Jamie Green, Lewis Hamilton, Paul di Resta et Romain Grosjean.
Durant l'hiver 2004-2005, Frédéric Vasseur s'allie à Nicolas Todt (fils de Jean Todt) pour fonder l'écurie ART Grand Prix afin de s'attaquer au nouveau championnat de GP2 Series. En 2005 et 2006, ART Grand Prix domine les deux premières saisons de GP2 Series (avec Nico Rosberg en 2005 puis Lewis Hamilton en 2006) tandis qu'en parallèle, l'écurie ASM s'affirme comme la référence de la Formule 3 Euroseries (titre pour Lewis Hamilton devant son coéquipier Adrian Sutil en 2005, puis doublé Paul di Resta-Sebastian Vettel en 2006). Début 2007, les entités ASM F3 et ART Grand Prix fusionnent (ce qui concrètement se traduit surtout par l'entrée de Nicolas Todt dans le capital d'ASM, les deux structures cohabitant déjà sous le même toit) tout en conservant leurs noms d'origine, puis à partir de 2008, l'écurie ASM prend le nom de ART Grand Prix. En 2010, ART Grand Prix se retire des F3 Euroseries et s'inscrit au nouveau championnat de GP3 Series. En 2011, l'équipe devient Lotus ART, puis Lotus GP la saison suivante, pour reprendre ensuite le nom d'ART Grand Prix en 2013.
L'écurie est candidate pour la 13e place en Formule 1 pour le championnat du monde de Formule 1 2011. Mais début juillet, l'écurie annonce le retrait de sa candidature en raison de la situation économique actuelle défavorable.
En 2012, l'équipe se lance dans une nouvelle discipline, le GT, et s'engage en Blancpain Endurance Series et GT Tour avec une McLaren MP4-12C. ART Grand Prix décide de reconduire son engagement dans les deux catégories la saison suivante, et aligne une seconde McLaren. La saison 2013 est marquée par de belles performances (podium à Monza et au Nurburgring en Blancpain et vice-champion équipe en GT Tour). Cette année, l'équipe se retire du GT Tour pour s'orienter vers les European Le Mans Series (ELMS).
Lors de la saison 2014, ART Grand Prix est engagé dans quatre championnats: GP2 Series, GP3 Series, Blancpain Endurance Series et European le Mans Series. Ils finissent notamment vice-champion des pilotes GP2 et vice-champion des écuries GP3. En Blancpain, ART remporte les 3 Heures de Monza. Pour la saison 2015, en plus de participer au GP2 et GP3, ART Grand Prix annonce sa participation avec Mercedes-Benz au Deutsche Tourenwagen Masters (DTM), le championnat allemand de voitures de tourisme.
En 2023, l'écurie quitte son siège social historique de Villeneuve-la-Guyard, dans l'Yonne, pour Saint-Pierre-du-Perray, afin de se rapprocher de Paris et de regrouper ses activités.

## Origines des noms
ART et ASM semblent être des acronymes mais il n'en est rien. Frédéric Vasseur a souvent eu l'occasion de rappeler que ces lettres n'ont aucune signification et avaient été choisies au hasard.

## Partenariat
Lotus Motorsport annonce sa collaboration avec l'équipe ART Grand Prix pour 2011 en GP2 et GP3.
L'accord entre les deux parties concerne un soutien technique et logistique. Les prochaines ART GP auront aussi une nouvelle livrée inspirée sur la base des couleurs de la marque anglaise.
Le directeur des opérations de Lotus Motorsport, Moidrag Kotur, a déclaré sur cet accord : « Ce programme GP2-GP3 renforce l’engagement de Lotus Motorsport dans le développement de la promotion de pilote et soutiendra la recherche des champions du monde à l’avenir. Lotus ne sera pas un simple partenaire d’ART Grand Prix, mais cette dernière bénéficiera de la capacité d’ingénierie de Lotus et de l’expérience de la société comme appui technique. »
Lotus Motorport est une filiale de Group Lotus Plc (Lotus Cars et Lotus Engineering), dont le propriétaire est Proton. Il n'y a donc rien à voir avec l'équipe de Formule 1.

## Résultats

### Championnat de Formule 2
| Saison | Voiture | Pilotes             | Courses disputées | Victoires | Pôles positions | Podiums | Records du tour | Points inscrits | Classement pilote | Classement équipe |
| ------ | ------- | ------------------- | ----------------- | --------- | --------------- | ------- | --------------- | --------------- | ----------------- | ----------------- |
| 2017   | Dallara | Nobuharu Matsushita | 22                | 2         | 1               | 4       | 2               | 131             | 6e                | 4e                |
| 2017   | Dallara | Alexander Albon     | 20                | 0         | 0               | 2       | 1               | 86              | 10e               | 4e                |
| 2017   | Dallara | Sergey Sirotkin     | 2                 | 0         | 0               | 0       | 0               | 9               | 20e               | 4e                |
| 2018   | Dallara | George Russell      | 24                | 7         | 5               | 11      | 6               | 287             | Champion          | 2e                |
| 2018   | Dallara | Jack Aitken         | 24                | 1         | 0               | 2       | 0               | 63              | 11e               | 2e                |
| 2019   | Dallara | Nyck de Vries       | 24                | 4         | 5               | 12      | 3               | 266             | Champion          | 3e                |
| 2019   | Dallara | Nikita Mazepin      | 24                | 0         | 0               | 0       | 0               | 11              | 18e               | 3e                |
| 2020   | Dallara | Christian Lundgaard | 24                | 2         | 1               | 6       | 2               | 149             | 7e                | 5e                |
| 2020   | Dallara | Marcus Armstrong    | 24                | 0         | 0               | 2       | 0               | 52              | 13e               | 5e                |
| 2021   | Dallara | Théo Pourchaire     | 24                | 2         | 1               | 3       | 5               | 140             | 5e                | 5e                |
| 2021   | Dallara | Christian Lundgaard | 24                | 0         | 0               | 3       | 0               | 50              | 12e               | 5e                |
| 2022   | Dallara | Théo Pourchaire     | 28                | 3         | 0               | 7       | 0               | 164             | 2e                | 3e                |
| 2022   | Dallara | Frederik Vesti      | 28                | 1         | 0               | 5       | 0               | 117             | 9e                | 3e                |
| 2023   | Dallara | Théo Pourchaire     | 26                | 1         | 2               | 10      | 2               | 203             | Champion          | Champion          |
| 2023   | Dallara | Victor Martins      | 26                | 1         | 3               | 10      | 6               | 150             | 5e                | Champion          |
| 2024   | Dallara | Victor Martins      | 28                | 0         | 1               | 2       | 5               | 107             | 7e                | 7e                |
| 2024   | Dallara | Zak O'Sullivan      | 22                | 2         | 0               | 1       | 2               | 59              | 16e               | 7e                |
| 2024   | Dallara | Luke Browning       | 6                 | 0         | 0               | 0       | 0               | 7               | 26e               | 7e                |
| 2025   | Dallara | Victor Martins      | 0                 | 0         | 0               | 0       | 0               | 0               | 0                 | e                 |
| 2025   | Dallara | Ritomo Miyata       | 0                 | 0         | 0               | 0       | 0               | 0               | 0                 | e                 |

### Championnat de Formule 3 FIA
| Saison | Voiture | Pilotes             | GP Disputés | Victoires | Pôles Positions | Podiums | Record du tour | Points inscrits | Classement pilote | Classement équipe |
| ------ | ------- | ------------------- | ----------- | --------- | --------------- | ------- | -------------- | --------------- | ----------------- | ----------------- |
| 2019   | Dallara | Christian Lundgaard | Tous        | 1         | 2               | 2       | 2              | 97              | 6e                | 3e                |
| 2019   | Dallara | Max Fewtrell        | Tous        | 0         | 0               | 2       | 2              | 97              | 10e               | 3e                |
| 2019   | Dallara | David Beckmann      | Tous        | 0         | 0               | 0       | 0              | 20              | 14e               | 3e                |
| 2020   | Dallara | Théo Pourchaire     | Tous        | 2         | 0               | 8       | 0              | 161             | 2e                | 3e                |
| 2020   | Dallara | Aleksandr Smolyar   | Tous        | 0         | 1               | 1       | 0              | 58              | 11e               | 3e                |
| 2020   | Dallara | Sebastián Fernández | Tous        | 0         | 1               | 0       | 0              | 31              | 14e               | 3e                |
| 2021   | Dallara | Frederik Vesti      | Tous        | 1         | 1               | 5       | 0              | 138             | 4e                | 3e                |
| 2021   | Dallara | Aleksandr Smolyar   | Tous        | 2         | 0               | 4       | 2              | 107             | 6e                | 3e                |
| 2021   | Dallara | Juan Manuel Correa  | Tous        | 0         | 0               | 0       | 0              | 11              | 21e               | 3e                |
| 2022   | Dallara | Victor Martins      | Tous        | 2         | 0               | 6       | 1              | 139             | Champion          | 3e                |
| 2022   | Dallara | Grégoire Saucy      | Tous        | 0         | 0               | 1       | 0              | 30              | 15e               | 3e                |
| 2022   | Dallara | Juan Manuel Correa  | 16 (sur 18) | 0         | 0               | 1       | 0              | 39              | 13e               | 3e                |
| 2023   | Dallara | Kaylen Frederick    | Tous        | 0         | 0               | 0       | 0              | 11              | 21e               | 8e                |
| 2023   | Dallara | Grégoire Saucy      | Tous        | 0         | 1               | 2       | 2              | 54              | 14e               | 8e                |
| 2023   | Dallara | Nikola Tsolov       | Tous        | 0         | 0               | 0       | 0              | 6               | 22e               | 8e                |
| 2024   | Dallara | Christian Mansell   | Tous        | 0         | 1               | 5       | 0              | 112             | 5e                | 3e                |
| 2024   | Dallara | Laurens van Hoepen  | Tous        | 0         | 1               | 3       | 1              | 58              | 13e               | 3e                |
| 2024   | Dallara | Nikola Tsolov       | 18 (sur 20) | 3         | 0               | 3       | 1              | 75              | 11e               | 3e                |
| 2024   | Dallara | Tuukka Taponen      | 2           | 0         | 0               | 0       | 0              | 0               | 31e               | 3e                |
| 2025   | Dallara | Laurens van Hoepen  | 0           | 0         | 0               | 0       | 0              | 0               | 0                 | e                 |
| 2025   | Dallara | Tuukka Taponen      | 0           | 0         | 0               | 0       | 0              | 0               | 0                 | e                 |
| 2025   | Dallara | James Wharton       | 0           | 0         | 0               | 0       | 0              | 0               | 0                 | e                 |

### Championnat d'Europe de Formule Régionale
| Saison | Voiture | Pilotes            | GP Disputés | Victoires | Pôles Positions | Podiums | Record du tour | Points inscrits | Classement pilote | Classement équipe |
| ------ | ------- | ------------------ | ----------- | --------- | --------------- | ------- | -------------- | --------------- | ----------------- | ----------------- |
| 2021   | Tatuus  | Grégoire Saucy     | Tous        | 8         | 8               | 10      | 2              | 277             | Champion          | 2e                |
| 2021   | Tatuus  | Gabriele Minì      | Tous        | 0         | 0               | 4       | 0              | 122             | 7e                | 2e                |
| 2021   | Tatuus  | Thomas ten Brinke  | 8 (sur 20)  | 0         | 0               | 0       | 0              | 28              | 16e               | 2e                |
| 2021   | Tatuus  | Patrik Pasma       | 10 (sur 20) | 0         | 0               | 0       | 0              | 56              | 12e               | 2e                |
| 2022   | Tatuus  | Gabriele Minì      | Tous        | 3         | 3               | 9       | 5              | 242             | 2e                | 3e                |
| 2022   | Tatuus  | Laurens van Hoepen | Tous        | 0         | 0               | 0       | 0              | 15              | 21e               | 3e                |
| 2022   | Tatuus  | Mari Boya          | 12 (sur 20) | 0         | 0               | 1       | 2              | 67              | 10e               | 3e                |
| 2022   | Tatuus  | Esteban Masson     | 8 (sur 20)  | 0         | 0               | 0       | 0              | 1               | 24e               | 3e                |
| 2023   | Tatuus  | Laurens van Hoepen | Tous        | 0         | 0               | 0       | 2              | 71              | 10e               | 8e                |
| 2023   | Tatuus  | Marcus Amand       | Tous        | 0         | 1               | 0       | 1              | 26              | 19e               | 8e                |
| 2023   | Tatuus  | Charlie Wurz       | 10 (sur 20) | 0         | 0               | 0       | 0              | 1               | 26e               | 8e                |
| 2023   | Tatuus  | Evan Giltaire      | 4 (sur 20)  | 0         | 0               | 0       | 0              | 0               | Non classé        | 8e                |
| 2023   | Tatuus  | Hadrien David      | 2 (sur 20)  | 0         | 0               | 0       | 0              | 0               | Non classé        | 8e                |
| 2024   | Tatuus  | Léna Bühler        | 12 (sur 20) | 0         | 0               | 0       | 0              | 0               | 37e               | 4e                |
| 2024   | Tatuus  | Evan Giltaire      | Tous        | 1         | 0               | 2       | 1              | 97              | 7e                | 4e                |
| 2024   | Tatuus  | Alessandro Giusti  | Tous        | 2         | 0               | 7       | 2              | 195             | 4e                | 4e                |
| 2024   | Tatuus  | Yaroslav Veselaho  | 18 (sur 20) | 0         | 0               | 0       | 0              | 0               | 34e               | 4e                |
| 2025   | Tatuus  | Kanato Le          | 0           | 0         | 0               | 0       | 0              | 0               |                   |                   |
| 2025   | Tatuus  | Evan Giltaire      | 0           | 0         | 0               | 0       | 0              | 0               |                   |                   |
| 2025   | Tatuus  | Taito Kato         | 0           | 0         | 0               | 0       | 0              | 0               |                   |                   |

### F1 Academy
| Saison | Pilotes           | GP Disputés | Victoires | Pôles Positions | Podiums | Record du tour | Points inscrits | Classement pilote | Classement équipe |
| ------ | ----------------- | ----------- | --------- | --------------- | ------- | -------------- | --------------- | ----------------- | ----------------- |
| 2023   | Léna Bühler       | 21          | 2         | 2               | 13      | 1              | 222             | 2e                | 4e                |
| 2023   | Carrie Schreiner  | 21          | 1         | 0               | 1       | 0              | 56              | 11e               | 4e                |
| 2023   | Chloe Grant       | 19          | 0         | 0               | 0       | 0              | 34              | 12e               | 4e                |
| 2024   | Bianca Bustamante | 14          | 0         | 0               | 1       | 1              | 73              | 7e                | 5e                |
| 2024   | Aurelia Nobels    | 14          | 0         | 0               | 0       | 0              | 29              | 12e               | 5e                |
| 2024   | Lia Block         | 14          | 0         | 0               | 0       | 0              | 44              | 8e                | 5e                |
| 2025   | Courtney Crone    | 0           | 0         | 0               | 0       | 0              | 0               | 0                 |                   |
| 2025   | Aurelia Nobels    | 0           | 0         | 0               | 0       | 0              | 0               | 0                 |                   |
| 2025   | Lia Block         | 0           | 0         | 0               | 0       | 0              | 0               | 0                 |                   |

### Formula Renault Eurocup
| Saison | Pilotes        | GP Disputés | Victoires | Pôles Positions | Podiums | Record du tour | Points inscrits | Classement pilote | Classement équipe |
| ------ | -------------- | ----------- | --------- | --------------- | ------- | -------------- | --------------- | ----------------- | ----------------- |
| 2020   | Victor Martins | Tous        | 7         | 10              | 14      | 8              | 348             | Champion          | Champion          |
| 2020   | Grégoire Saucy | Tous        | 0         | 0               | 2       | 0              | 97.5            | 7e                | Champion          |
| 2020   | Paul Aron      | Tous        | 0         | 0               | 1       | 0              | 54              | 11e               | Champion          |

### GP2 Series
| Saison | Pilotes             | GP Disputés | Victoires | Pôles Positions | Podiums | Record du tour | Points inscrits | Classement pilote | Classement équipe |
| ------ | ------------------- | ----------- | --------- | --------------- | ------- | -------------- | --------------- | ----------------- | ----------------- |
| 2005   | Nico Rosberg        | Tous        | 5         | 4               | 12      | 5              | 120             | Champion          | Champion          |
| 2005   | Alexandre Prémat    | Tous        | 2         | 1               | 7       | 2              | 67              | 4e                | Champion          |
| 2006   | Lewis Hamilton      | Tous        | 5         | 1               | 14      | //             | 114             | Champion          | Champion          |
| 2006   | Alexandre Prémat    | Tous        | 1         | 0               | 8       | //             | 66              | 3e                | Champion          |
| 2007   | Lucas di Grassi     | Tous        | 1         | 0               | 7       | //             | 77              | 2e                | 2e                |
| 2007   | Sébastien Buemi     | 3, 6-10     | 0         | 0               | 0       | //             | 6               | 21e               | 2e                |
| 2007   | Mikhail Aleshin     | 2, 11       | 0         | 0               | 0       | //             | 3               | 25e               | 2e                |
| 2007   | Michael Ammermüller | 1, 4-5      | 0         | 0               | 0       | //             | 1               | 26e               | 2e                |
| 2008   | Romain Grosjean     | Tous        | 2         | 1               | 7       | //             | 62              | 4e                | 5e                |
| 2008   | Luca Filippi        | 1-5         | 0         | 0               | 1       | //             | 6               | 19e               | 5e                |
| 2008   | Sakon Yamamoto      | 6-10        | 0         | 0               | 0       | //             | 3               | 23e               | 5e                |
| 2009   | Nico Hülkenberg     | Tous        | 6         | 3               | 10      | //             | 100             | Champion          | Champion          |
| 2009   | Pastor Maldonado    | Tous        | 2         | 1               | 2       | //             | 36              | 6e                | Champion          |
| 2010   | Jules Bianchi       | Tous        | 0         | 3               | 4       | //             | 52              | 3e                | 3e                |
| 2010   | Sam Bird            | Tous        | 1         | 1               | 4       | //             | 42              | 5e                | 3e                |
| 2011   | Jules Bianchi       | Tous        | 1         | 1               | 6       | 0              | 53              | 3e                | 5e                |
| 2011   | Esteban Gutiérrez   | Tous        | 1         | 0               | 2       | 0              | 15              | 14e               | 5e                |
| 2012   | Esteban Gutiérrez   | Tous        | 3         | 0               | 7       | 5              | 176             | 3e                | 2e                |
| 2012   | James Calado        | Tous        | 2         | 2               | 7       | 1              | 160             | 5e                | 2e                |
| 2013   | James Calado        | Tous        | 2         | 0               | 7       | 2              | 157             | 3e                | 5e                |
| 2013   | Daniel Abt          | Tous        | 0         | 0               | 0       | 0              | 11              | 22e               | 5e                |
| 2014   | Stoffel Vandoorne   | Tous        | 4         | 4               | 10      | 3              | 229             | 2e                | 3e                |
| 2014   | Takuya Izawa        | Tous        | 0         | 0               | 1       | 0              | 26              | 18e               | 3e                |
| 2015   | Stoffel Vandoorne   | Tous        | 7         | 4               | 16      | 7              | 341.5           | Champion          | Champion          |
| 2015   | Nobuharu Matsushita | Tous        | 1         | 0               | 3       | 1              | 68.5            | 9e                | Champion          |
| 2016   | Sergey Sirotkin     | Tous        | 2         | 3               | 8       | 3              | 159             | 3e                | 4e                |
| 2016   | Nobuharu Matsushita | 1-3 5-11    | 1         | 0               | 2       | 4              | 92              | 11e               | 4e                |
| 2016   | René Binder         | 4           | 0         | 0               | 0       | 0              | 0               | 23e               | 4e                |

### GP3 Series
| Saison | Voiture | Pilotes           | GP Disputés | Victoires | Poles Positions | Podiums | Record du tour | Points inscrits | Classement pilote | Classement équipe |
| ------ | ------- | ----------------- | ----------- | --------- | --------------- | ------- | -------------- | --------------- | ----------------- | ----------------- |
| 2010   | Dallara | Esteban Gutiérrez | Tous        | 5         | 3               | 9       | //             | 88              | Champion          | Champion          |
| 2010   | Dallara | Alexander Rossi   | Tous        | 2         | 2               | 5       | //             | 38              | 4e                | Champion          |
| 2010   | Dallara | Pedro Enrique     | Tous        | 0         | 0               | 0       | //             | 4               | 24e               | Champion          |
| 2011   | Dallara | Valtteri Bottas   | Tous        | 4         | 1               | 7       | 2              | 62              | Champion          | Champion          |
| 2011   | Dallara | James Calado      | Tous        | 1         | 0               | 6       | 2              | 55              | 2e                | Champion          |
| 2011   | Dallara | Richie Stanaway   | 7-8         | 0         | 0               | 0       | 0              | 7               | 20e               | Champion          |
| 2012   | Dallara | Daniel Abt        | Tous        | 2         | 1               | 7       | 0              | 149.5           | 2e                | Champion          |
| 2012   | Dallara | Conor Daly        | Tous        | 1         | 0               | 5       | 0              | 106             | 6e                | Champion          |
| 2012   | Dallara | Aaro Vainio       | Tous        | 1         | 2               | 4       | 0              | 123             | 4e                | Champion          |
| 2013   | Dallara | Facundo Regalia   | Tous        | 1         | 1               | 6       | 2              | 138             | 2e                | Champion          |
| 2013   | Dallara | Conor Daly        | Tous        | 1         | 1               | 6       | 1              | 126             | 3e                | Champion          |
| 2013   | Dallara | Jack Harvey       | Tous        | 1         | 0               | 3       | 1              | 114             | 5e                | Champion          |
| 2014   | Dallara | Marvin Kirchhöfer | Tous        | 1         | 2               | 7       | 4              | 161             | 3e                | 2e                |
| 2014   | Dallara | Dino Zamparelli   | Tous        | 0         | 0               | 6       | 2              | 126             | 7e                | 2e                |
| 2014   | Dallara | Alex Fontana      | Tous        | 0         | 0               | 2       | 1              | 43              | 11e               | 2e                |
| 2015   | Dallara | Esteban Ocon      | Tous        | 1         | 3               | 14      | 5              | 253             | Champion          | Champion          |
| 2015   | Dallara | Marvin Kirchhöfer | Tous        | 5         | 1               | 8       | 1              | 200             | 3e                | Champion          |
| 2015   | Dallara | Alfonso Celis Jr. | 1-5 7-9     | 0         | 0               | 1       | 0              | 24              | 12e               | Champion          |
| 2016   | Dallara | Charles Leclerc   | Tous        | 3         | 4               | 8       | 4              | 202             | Champion          | Champion          |
| 2016   | Dallara | Alexander Albon   | Tous        | 4         | 3               | 7       | 3              | 177             | 2e                | Champion          |
| 2016   | Dallara | Nyck de Vries     | Tous        | 2         | 1               | 5       | 1              | 133             | 6e                | Champion          |
| 2016   | Dallara | Nirei Fukuzumi    | Tous        | 0         | 0               | 3       | 0              | 31              | 7e                | Champion          |
| 2017   | Dallara | George Russell    | Tous        | 4         | 4               | 7       | 5              | 220             | Champion          | Champion          |
| 2017   | Dallara | Jack Aitken       | Tous        | 1         | 2               | 6       | 2              | 141             | 2e                | Champion          |
| 2017   | Dallara | Nirei Fukuzumi    | Tous        | 2         | 2               | 6       | 0              | 134             | 3e                | Champion          |
| 2017   | Dallara | Anthoine Hubert   | Tous        | 0         | 0               | 4       | 4              | 127             | 4e                | Champion          |
| 2018   | Dallara | Anthoine Hubert   | Tous        | 2         | 2               | 11      | 4              | 214             | Champion          | Champion          |
| 2018   | Dallara | Nikita Mazepin    | Tous        | 4         | 1               | 8       | 4              | 198             | 2e                | Champion          |
| 2018   | Dallara | Callum Ilott      | Tous        | 2         | 1               | 7       | 2              | 167             | 3e                | Champion          |
| 2018   | Dallara | Jake Hughes       | Tous        | 1         | 0               | 3       | 0              | 85              | 8e                | Champion          |

### Formule 3 Euro Series
| Saison | Voiture                   | Pilotes             | GP Disputés | Victoires | Pôles Positions | Podiums | Record du tour | Points inscrits | Classement pilote | Classement équipe |
| ------ | ------------------------- | ------------------- | ----------- | --------- | --------------- | ------- | -------------- | --------------- | ----------------- | ----------------- |
| 2003   | Dallara F303 Mercedes/HWA | Olivier Pla         | Tous        | 0         | 3               | 8       | 0              | 74              | 3e                | pas de classement |
| 2003   | Dallara F303 Mercedes/HWA | Alexandre Prémat    | Tous        | 1         | 2               | 3       | 2              | 50              | 7e                | pas de classement |
| 2003   | Dallara F303 Mercedes/HWA | Bruno Spengler      | 4-10        | 0         | 0               | 3       | 0              | 34              | 10e               | pas de classement |
| 2003   | Dallara F303 Mercedes/HWA | Jamie Green         | 3           | 0         | 0               | 1       | 0              | 6               | 20e               | pas de classement |
| 2004   | Dallara F303 Mercedes/HWA | Jamie Green         | Tous        | 7         | 5               | //      | 8              | 139             | Champion          | pas de classement |
| 2004   | Dallara F303 Mercedes/HWA | Alexandre Prémat    | Tous        | 3         | 5               | //      | 3              | 88              | 2e                | pas de classement |
| 2004   | Dallara F303 Mercedes/HWA | Eric Salignon       | 1-8         | 3         | 3               | //      | 3              | 64              | 6e                | pas de classement |
| 2004   | Dallara F303 Mercedes/HWA | Adrian Sutil        | 10          | 0         | 1               | //      | 0              | 9               | 17e               | pas de classement |
| 2005   | Dallara-Mercedes          | Lewis Hamilton      | Tous        | 15        | 13              | //      | 10             | 172             | Champion          | Champion          |
| 2005   | Dallara-Mercedes          | Adrian Sutil        | 1-9         | 2         | 1               | //      | 3              | 94              | 2e                | Champion          |
| 2005   | Dallara-Mercedes          | Maximilian Götz     | 10          | 0         | 0               | //      | 0              | 0               | 14e               | Champion          |
| 2006   | Dallara-Mercedes          | Paul di Resta       | Tous        | 5         | 5               | //      | 1              | 86              | Champion          | Champion          |
| 2006   | Dallara-Mercedes          | Sebastian Vettel    | Tous        | 4         | 1               | //      | 5              | 75              | 2e                | Champion          |
| 2006   | Dallara-Mercedes          | Giedo Van der Garde | Tous        | 1         | 2               | //      | 0              | 37              | 6e                | Champion          |
| 2006   | Dallara-Mercedes          | Kamui Kobayashi     | Tous        | 0         | 0               | //      | 1              | 34              | 8e                | Champion          |
| 2007   | Dallara-Mercedes          | Romain Grosjean     | Tous        | 6         | 4               | //      | 7              | 106             | Champion          | Champion          |
| 2007   | Dallara-Mercedes          | Nico Hülkenberg     | Tous        | 4         | 2               | //      | 3              | 72              | 3e                | Champion          |
| 2007   | Dallara-Mercedes          | Kamui Kobayashi     | Tous        | 1         | 1               | //      | 0              | 59              | 4e                | Champion          |
| 2007   | Dallara-Mercedes          | Tom Dillmann        | Tous        | 0         | 0               | //      | 0              | 23              | 9e                | Champion          |
| 2008   | Dallara-Mercedes          | Nico Hülkenberg     | Tous        | 7         | 6               | //      | 7              | 85              | Champion          | Champion          |
| 2008   | Dallara-Mercedes          | Jules Bianchi       | Tous        | 2         | 2               | //      | 2              | 47              | 3e                | Champion          |
| 2008   | Dallara-Mercedes          | Jon Lancaster       | Tous        | 1         | 0               | //      | 1              | 19              | 12e               | Champion          |
| 2008   | Dallara-Mercedes          | James Jakes         | Tous        | 1         | 1               | //      | 2              | 19              | 13e               | Champion          |
| 2009   | Dallara-Mercedes          | Jules Bianchi       | Tous        | 9         | //              | //      | //             | 114             | Champion          | Champion          |
| 2009   | Dallara-Mercedes          | Valtteri Bottas     | Tous        | 0         | //              | //      | //             | 62              | 3e                | Champion          |
| 2009   | Dallara-Mercedes          | Esteban Gutiérrez   | Tous        | 0         | //              | //      | //             | 26              | 9e                | Champion          |
| 2009   | Dallara-Mercedes          | Adrien Tambay       | Tous        | 0         | //              | //      | //             | 0               | //                | Champion          |
| 2010   | Dallara-Mercedes          | Valtteri Bottas     | Tous        | 2         | //              | //      | //             | 74              | 3e                | 2e                |
| 2010   | Dallara-Mercedes          | Alexander Sims      | Tous        | 1         | //              | //      | //             | 63              | 4e                | 2e                |
| 2010   | Dallara-Mercedes          | Jim Pla             | Tous        | 1         | //              | //      | //             | 13              | 10e               | 2e                |

### DTM (Deutsche Tourenwagen Masters)
| Saison | Voiture               | Pilotes          | GP Disputés | Victoires | Pôles Positions | Podiums | Record du tour | Points inscrits | Classement pilote | Classement équipe |
| ------ | --------------------- | ---------------- | ----------- | --------- | --------------- | ------- | -------------- | --------------- | ----------------- | ----------------- |
| 2015   | Mercedes-AMG C 63 DTM | Gary Paffett     | Tous        | 0         | 1               | 3       | 0              | 89              | 9e                | 10e               |
| 2015   | Mercedes-AMG C 63 DTM | Lucas Auer       | Tous        | 0         | 1               | 0       | 0              | 18              | 23e               | 10e               |
| 2016   | Mercedes-AMG C63 DTM  | Gary Paffett     | Tous        | 0         | 1               | 2       | 0              | 73              | 11e               | 10e               |
| 2016   | Mercedes-AMG C63 DTM  | Felix Rosenqvist | 6-9         | 0         | 0               | 0       | 0              | 5               | 25e               | 10e               |
| 2016   | Mercedes-AMG C63 DTM  | Esteban Ocon     | 1-5         | 0         | 0               | 0       | 0              | 2               | 26e               | 10e               |

### Championnat d'Euro 4
| Saison | Voiture        | Pilotes           | GP Disputés | Victoires | Pôles Positions | Podiums | Record du tour | Points inscrits | Classement pilote | Classement équipe |
| ------ | -------------- | ----------------- | ----------- | --------- | --------------- | ------- | -------------- | --------------- | ----------------- | ----------------- |
| 2024   | Tatuus F4-T421 | Aurelia Nobels    | 0           | 0         | 0               | 0       | 0              | 0               | 29e               | 10e               |
| 2024   | Tatuus F4-T421 | Bianca Bustamante | 0           | 0         | 0               | 0       | 0              | 0               | 34e               | 10e               |

## Palmarès

### DTM

#### 2015
- 9e du championnat de DTM des pilotes avec Gary Paffett

### Formule 2

#### 2005
- Vainqueur du championnat de GP2 Series 2005 avec Nico Rosberg
- Champion par équipe de GP2 Series 2005

#### 2006
- Vainqueur du championnat de GP2 Series 2006 avec Lewis Hamilton
- Champion par équipe de GP2 Series 2006
- 3e du championnat des pilotes de GP2 Series avec Alexandre Prémat

#### 2007
- Vice-Champion de GP2 Series 2007 avec Lucas di Grassi
- Vice-champion par équipe de GP2 Series 2007

#### 2008
- 4e du championnat des pilotes de GP2 Series 2008 avec Romain Grosjean
- 5e du championnat par équipe de GP2 Series 2008

#### 2009
- Vainqueur du championnat de GP2 Series 2009 avec Nico Hülkenberg
- Champion par équipe de GP2 Series 2009

#### 2010
- 3e du championnat des pilotes de GP2 Series avec Jules Bianchi
- 3e du championnat par équipe de GP2 Series 2010

#### 2011
- 3e du championnat des pilotes de GP2 Series avec Jules Bianchi
- 5e du championnat par équipe de GP2 Series 2011

#### 2012
- 3e du championnat des pilotes de GP2 Series avec Esteban Gutiérrez
- Vice-champion par équipe de GP2 Series 2012

#### 2013
- 3e du championnat des pilotes de GP2 Series avec James Calado
- 5e du championnat par équipe de GP2 Series 2013

#### 2014
- Vice-Champion de GP2 Series 2014 avec Stoffel Vandoorne
- 3e du championnat par équipe de GP2 Series 2014

#### 2015
- Vainqueur du championnat de GP2 Series 2015 avec Stoffel Vandoorne
- Champion par équipe de GP2 Series 2015

#### 2016
- 3e du championnat des pilotes de GP2 Series avec Sergey Sirotkin
- 4e du championnat par équipe de GP2 Series 2016

#### 2017
- 6e du championnat des pilotes de Formule 2 avec Nobuharu Matsushita
- 4e du championnat par équipe de Formule 2 2017

#### 2018
- Vainqueur du championnat de Formule 2  2018 avec George Russell
- Vice-champion par équipe de Formule 2 2018

#### 2019
- Vainqueur du championnat de Formule 2 2019 avec Nyck De Vries
- 3e du championnat par équipe de Formule 2 2019

#### 2020
- 7e du championnat des pilotes de Formule 2 avec Christian Lundgaard
- 5e du championnat par équipe de Formule 2 2020

#### 2021
- 5e du championnat des pilotes de Formule 2 avec Théo Pourchaire
- 5e du championnat par équipe de Formule 2 2021

#### 2022
- Vice-Champion de Formule 2  2022 avec Théo Pourchaire
- 3e du championnat par équipe de Formule 2 2022

#### 2023
- Vainqueur du championnat de Formule 2 en 2023 avec Théo Pourchaire
- Champion par équipe de Formule 2 2023

### Formule 3

#### Avant 2004
- Vainqueur du championnat de France de Formule 3 en 1998 avec David Saelens
- Vainqueur des Marlboro Masters  David Saelens
- Vice-Champion de France de Formule 3 en 2000 avec Tiago Monteiro
- Vice-Champion de France de Formule 3 en 2001 avec Tiago Monteiro
- Vainqueur du championnat de France de Formule 3 en 2002 Tristan Gommendy
- Vainqueur du GP de Macao Tristan Gommendy
- Vainqueur du GP de Corée Olivier Pla

#### 2004
- Vainqueur du championnat de Formule 3 Euroseries 2004 avec Jamie Green
- Champion par équipe 2004
- Vainqueur des Masters de Zandvoort avec Alexandre Premat
- Vainqueur du GP de Macao avec Alexandre Premat

#### 2005
- Vainqueur du championnat de Formule 3 Euroseries 2005 avec Lewis Hamilton
- Champion par équipe 2005
- Vainqueur des Masters de Zandvoort avec Lewis Hamilton
- Vainqueur du GP de Pau avec Lewis Hamilton

#### 2006
- Vainqueur du championnat de Formule 3 Euroseries 2006 avec Paul di Resta
- Champion par équipe 2006
- Vainqueur des Masters de Zandvoort avec Paul di Resta

#### 2007
- Vainqueur du championnat de Formule 3 Euroseries 2007 avec Romain Grosjean
- Champion par équipe 2007
- Vainqueur des Masters de F3 avec Nico Hülkenberg

#### 2008
- Vainqueur du championnat de Formule 3 Euroseries 2008 avec Nico Hülkenberg
- Champion par équipe 2008
- Vainqueur des Masters de F3 avec Jules Bianchi

#### 2009
- Vainqueur des Masters de F3 avec Valtteri Bottas
- Champion par équipe 2009
- Vainqueur du championnat de Formule 3 Euroseries 2009 avec Jules Bianchi

#### 2010
- Vainqueur des Masters de F3 avec Valtteri Bottas
- Vice-champion F3 des équipes en 2010
- 3e du championnat des pilotes avec Valtteri Bottas
- Vainqueur du championnat de GP3 Series 2010 avec Esteban Gutiérrez
- Champion par équipe en 2010 en GP3 Series

#### 2011
- Vainqueur du championnat de GP3 Series 2011 avec Valtteri Bottas
- Champion par équipe de GP3 Series 2011
- Vice-champion de GP3 Series 2011 avec James Calado

#### 2012
- Champion par équipe de GP3 Series 2012
- Vice-champion de GP3 Series 2012 avec Daniel Abt

#### 2013
- Champion par équipe de GP3 Series 2013
- Vice-champion de GP3 Series 2013 avec Facundo Regalia
- 3e du championnat des pilotes de GP3 Series avec Conor Daly

#### 2014
- 3e du championnat des pilotes de GP3 Series avec Marvin Kirchhöfer
- Vice-champion de GP3 Series des équipes 2014

#### 2015
- Vainqueur du championnat de GP3 Series 2015 avec Esteban Ocon
- 3e du championnat des pilotes de GP3 Series avec Marvin Kirchhöfer
- Champion par équipe de GP3 Series 2015

#### 2016
- Vainqueur du championnat de GP3 Series 2016 avec Charles Leclerc
- 2e du championnat des pilotes de GP3 Series avec Alexander Albon
- Champion par équipe de GP3 Series 2016

#### 2017
- Vainqueur du championnat de GP3 Series 2017 avec George Russell
- Vice-champion de GP3 Series 2017 avec Jack Aitken
- 3e du championnat des pilotes de GP3 Series avec Nirei Fukuzumi
- Champion par équipe de GP3 Series 2017

#### 2018
- Vainqueur du championnat de GP3 Series 2018 avec Anthoine Hubert
- Vice-champion de GP3 Series 2018 avec Nikita Mazepin
- 3e du championnat des pilotes de GP3 Series avec Callum Ilott
- Champion par équipe de GP3 Series en 2018

#### 2019
- 6e du championnat des pilotes de Formule 3 FIA avec Christian Lundgaard
- 3e du championnat par équipe de Formule 3 FIA 2019

#### 2020
- Vice-champion de Formule 3 FIA 2020 avec Théo Pourchaire
- 3e du championnat par équipe de Formule 3 FIA 2020

#### 2021
- 6e du championnat des pilotes de Formule 3 FIA avec Frederik Vesti
- 3e du championnat par équipe de Formule 3 FIA 2021

#### 2022
- Vainqueur du championnat de Formule 3 FIA 2022 avec Victor Martins
- 3e du championnat par équipe de Formule 3 FIA 2022

#### 2023
- 14e du championnat des pilotes de Formule 3 FIA avec Grégoire Saucy
- 8e du championnat par équipe de Formule 3 FIA 2023

### Formula Renault Eurocup

#### 2020
- Vainqueur du championnat de Formula Renault Eurocup avec Victor Martins
- Champion par équipe 2020

### F1 academy

#### 2023
- Vice-champion de la F1 Academy 2023 avec Léna Bühler
- 4e du championnat par équipe 2023

#### 2024
- 7e du championnat des pilotes avec Bianca Bustamante
- 5e du championnat par équipe 2024

### Championnat d'Europe de Formule Régionale

#### 2021
- Vainqueur du championnat d'Europe de Formule Régionale avec Grégoire Saucy
- Vice-champion par équipe 2021

#### 2022
- 3e du championnat des pilotes avec Gabriele Minì
- 3e du championnat par équipe 2022

#### 2023
- 10e du championnat des pilotes avec Laurens van Hoeppen
- 8e du championnat par équipe 2023

#### 2024
- 4e du championnat des pilotes avec Alessandro Giusti
- 4e du championnat par équipe 2024

## Résultats en course
- Champion équipes et pilote 2004 F3 : Jamie Green, 13 victoires, 12 pole positions, 13 meilleurs tours en course
- Champion équipes et pilote 2005 F3 : Lewis Hamilton, 17 victoires, 14 pole positions, 13 meilleurs tours en course
- Champion équipes et pilote 2005 GP2 : Nico Rosberg, 7 victoires, 5 pole positions, 8 meilleurs tours en course
- Champion équipes et pilote 2006 F3 : Paul Di Resta, 10 victoires, 8 pole positions, 6 meilleurs tours en course
- Champion équipes et pilote 2006 GP2 : Lewis Hamilton, 6 victoires, 1 pole position, 9 meilleurs tours en course
- Champion équipes et pilote 2007 F3 : Romain Grosjean, 11 victoires, 3 pole positions, 7 meilleurs tours en course
- Vice-champion équipes et pilote 2007 GP2 : Lucas Di Grassi, 1 victoire
- Champion équipes et pilote 2008 F3 : Nico Hülkenberg, 11 victoires, 8 pole positions, 12 meilleurs tours en course
- Champion équipes et pilote 2008 GP2 Asie : Romain Grosjean, 4 victoires, 4 pole positions, 4 meilleurs tours en course
- 4e des championnats équipes et pilote 2008 : GP2 Romain Grosjean, 2 victoires, 1 pole position, 4 meilleurs tours en course